# Antwan Tolhoek
Antwan Tolhoek, né le 29 avril 1994 à Yerseke, est un coureur cycliste néerlandais.

## Biographie

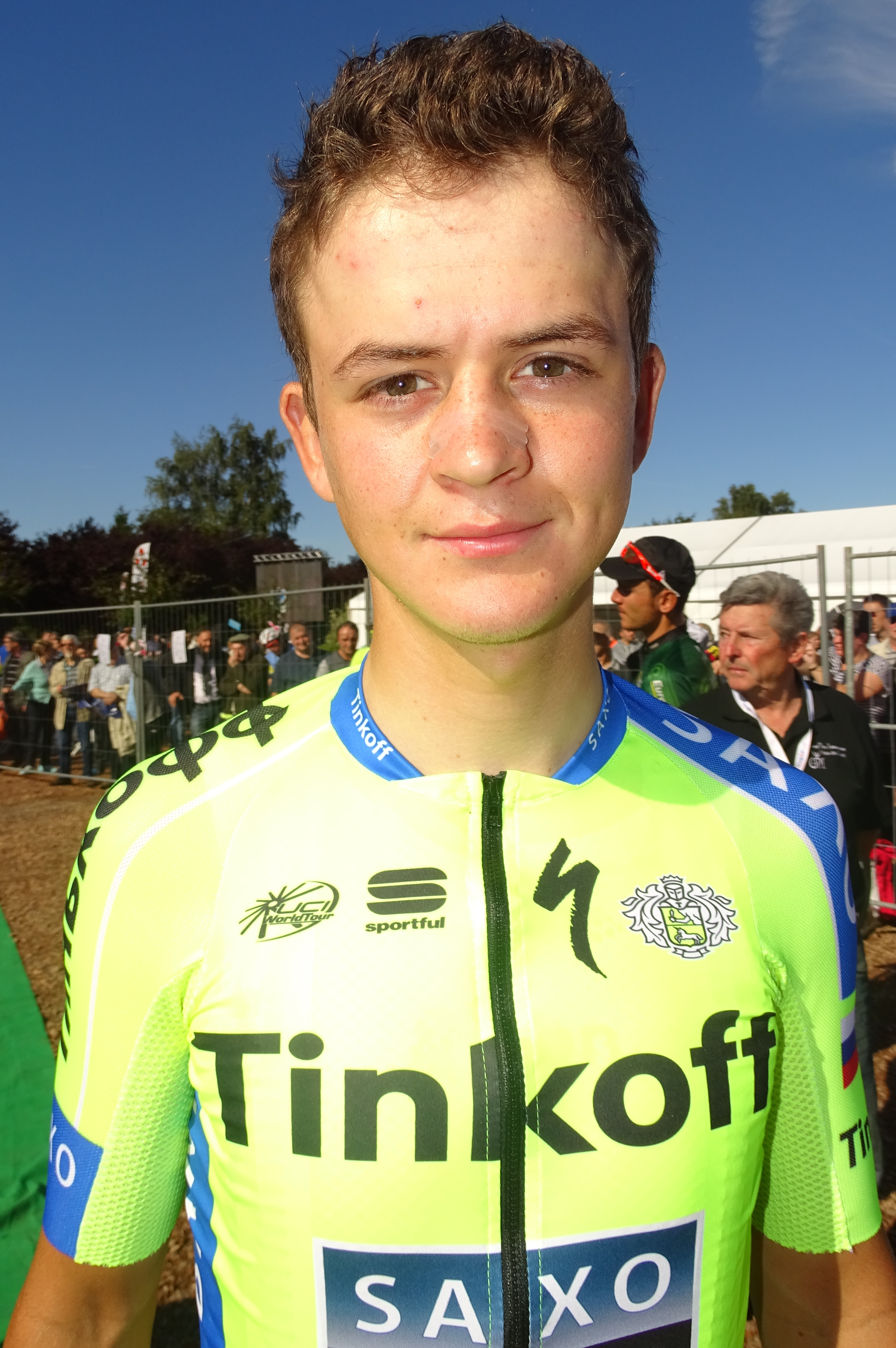
Antwan Tolhoek lors du départ du Grand Prix d'Isbergues 2015.

Jeune espoir néerlandais au visage juvénile, Antwan Tolhoek est le fils de Patrick Tolhoek qui a été cycliste professionnel sur route entre 1988 et 1991 et qui eut également une carrière de vététiste.
En 2015, Antwan Tolhoek est membre de l'équipe continentale Rabobank Development. Quinzième de Liège-Bastogne-Liège espoirs et meilleur grimpeur du Tour de Bretagne, il intègre au mois d'août la formation WorldTour Tinkoff-Saxo en tant que stagiaire. Il livre une bonne prestation sur l'Arctic Race of Norway en prenant la douzième place de l'épreuve. À l'issue de cette saison, il signe son premier contrat professionnel avec l'équipe Roompot-Oranje Peloton pour la saison suivante.
En juin 2016, il remporte le classement du meilleur grimpeur du Tour de Suisse. Au mois d'août, il signe un contrat avec la formation néerlandaise Lotto NL-Jumbo pour l'année 2017.
En décembre 2017, lors d'un stage de pré saison, il est suspendu 2 mois par son équipe Lotto NL-Jumbo pour possession de somnifères non fournis par l'équipe, ce qui est une violation des règles internes de l'équipe. Pour le même motif, Pascal Eenkhoorn est également suspendu 2 mois et Juan José Lobato est quant à lui licencié.
Au mois d'août 2018, il se classe dixième de la Classique de Saint-Sébastien.
En 2020, il se classe quatorzième du Tour de Hongrie. En octobre, lors de la première journée de repos du Tour d'Italie, son chef de file sur la course Steven Kruijswijk est testé positif au SARS-CoV-2. L'ensemble de l'équipe Jumbo-Visma décide alors d'abandonner ce Giro.
Pour la saison 2022, il rejoint la Trek-Segafredo. Il n’obtient pas de très grands résultats mais se classe tout de même quatorzième de la Japon Cup et du Tour de la Communauté de Valence. Il termine également dix-huitième du Mont Ventoux Dénivelé Challenges.
Antwan Tolhoek s'engage pour 2024 avec l’équipe continentale portugaise Sabgal-Anicolor. Il est suspendu provisoirement par l'UCI à partir du 7 février en raison de résultats anormaux lors d'un contrôle antidopage hors-compétition.

## Palmarès

### Par année
- 2018
  - 2e de la Japan Cup
  - 10e de la Classique de Saint-Sébastien
- 2019
  - 6e étape du Tour de Suisse
  - 4e du Tour du Guangxi
- 2021
  - 2e du Tour d'Andalousie

### Résultats sur les grands tours

#### Tour de France
1 participation
- 2018 : 37e

#### Tour d'Italie
2 participations
- 2019 : 65e
- 2020 : non-partant (10e étape)

#### Tour d'Espagne
1 participation
- 2017 : 28e

### Classements mondiaux
| Année                                 | 2015 | 2016  | 2017 | 2018  | 2019 | 2020 | 2021 | 2022  | 2023  |
| ------------------------------------- | ---- | ----- | ---- | ----- | ---- | ---- | ---- | ----- | ----- |
| UCI World Tour                        |      | nc    | 236e | 120e  |      |      |      |       |       |
| Classement mondial                    |      | 2190e | 407e | 175e  | 257e | 306e | 312e | 1394e | 2032e |
| UCI Europe Tour                       | 782e | 1692e | 958e | 1157e | 209e | 254e | 263e | 946e  | nc    |
| UCI Asia Tour                         | nc   | nc    | 72e  | 34e   |      |      |      |       |       |
|                                       |      |       |      |       |      |      |      |       |       |
| Légende : nc = non classéSource : UCI |      |       |      |       |      |      |      |       |       |